# سفينة العبيد (لوحة)
سَفينة العَبيد (بالأنجليزية: Slavers Throwing overboard the Dead and Dying—Typhon coming on)  هي لوحة زيتية بريشة الفنان البريطاني جي إم دبليو تيرنر، عُرضت لأول مرة في الأكاديمية الملكية للفنون في عام 1840. وهي معروضة الآن في متحف الفنون الجميلة في بوسطن. في هذا العمل الكلاسيكي الذي يمثال الرسم البحري الرومانسي، يصور تيرنر سفينة مرئية من الخلف، تبحر عبر بحر هائج من المياه المتدفقة وتترك ما يوحي بأنه أشكالًا بشرية متناثرة تطفو في أعقابها. ربما حُفز تيرنر لرسم هذا اللوحة بعد أن قرأ عن مجزرة سفينة الرقيق زونغ في كتابه «التاريخ وإلغاء تجارة الرقيق»  من قبل توماس كلاركسون الذي نُشر الإصدار الثاني منه في عام 1839. وتزامن المعرض الأول للوحة في عام 1840. مع الحملات الدولية لإلغاء عقوبة الإعدام. مع تداول أللوحة في السنوات اللاحقة، خضعت لمجموعة واسعة من التفسيرات المتضاربة. في حين أن العمل يحظى بالإعجاب عمومًا لتأثيراته الجوية المذهلة، إلا أن هناك آراء متضاربة حول العلاقة بين أسلوب اللوحة وبين موضوعها.

## خلفية

### الخلفية التاريخية
في عام 1781 ، أمر قبطان سفينة العبيد المتجهة إلى جامايكا، زونغ، بإلقاء 132 عبدًا في البحر عندما بدأت مياه الشرب تنفذ حتى يمكنه تحصيل مدفوعات التأمين؛ لكون العبيد الذين يموتون لأسباب طبيعية (مثل الموت عطشاً) لا يشملهم التأمين. تم رفع هذا الحادث إلى المحكمة، وحظيت المحاكمة التي تلت ذلك باهتمام عام واسع، مما أدى إلى بناء الدعم لإلغاء الرق. على الرغم من أن المحاكمة اعتبرت غير حاسمة، إلا أنها كانت حافزًا محوريًا في التحرك نحو الإلغاء البريطاني واللحظة التي ألهمت تيرنر فيما بعد لتصوير الحادث في في لوحته.
في حين بدأت أول حركة بريطانية منظمة لإلغاء العبودية في عام 1727 ، لم يتم إلغاء تجارة الرقيق في الإمبراطورية البريطانية رسميًا حتى عام 1807 مع إلغاء العبودية نفسها في عام 1833. وكان الإلغاء الشامل للعبودبة في قلب السياسة بعد الإصلاح البريطاني. كانت دوافع الحركة إنسانية بشكل أساسي، لكن الحوافز الاقتصادية حفزت أيضًا الرغبة في إنهاء هذه التجارة في الدول المتنافسة.

### تيرنر

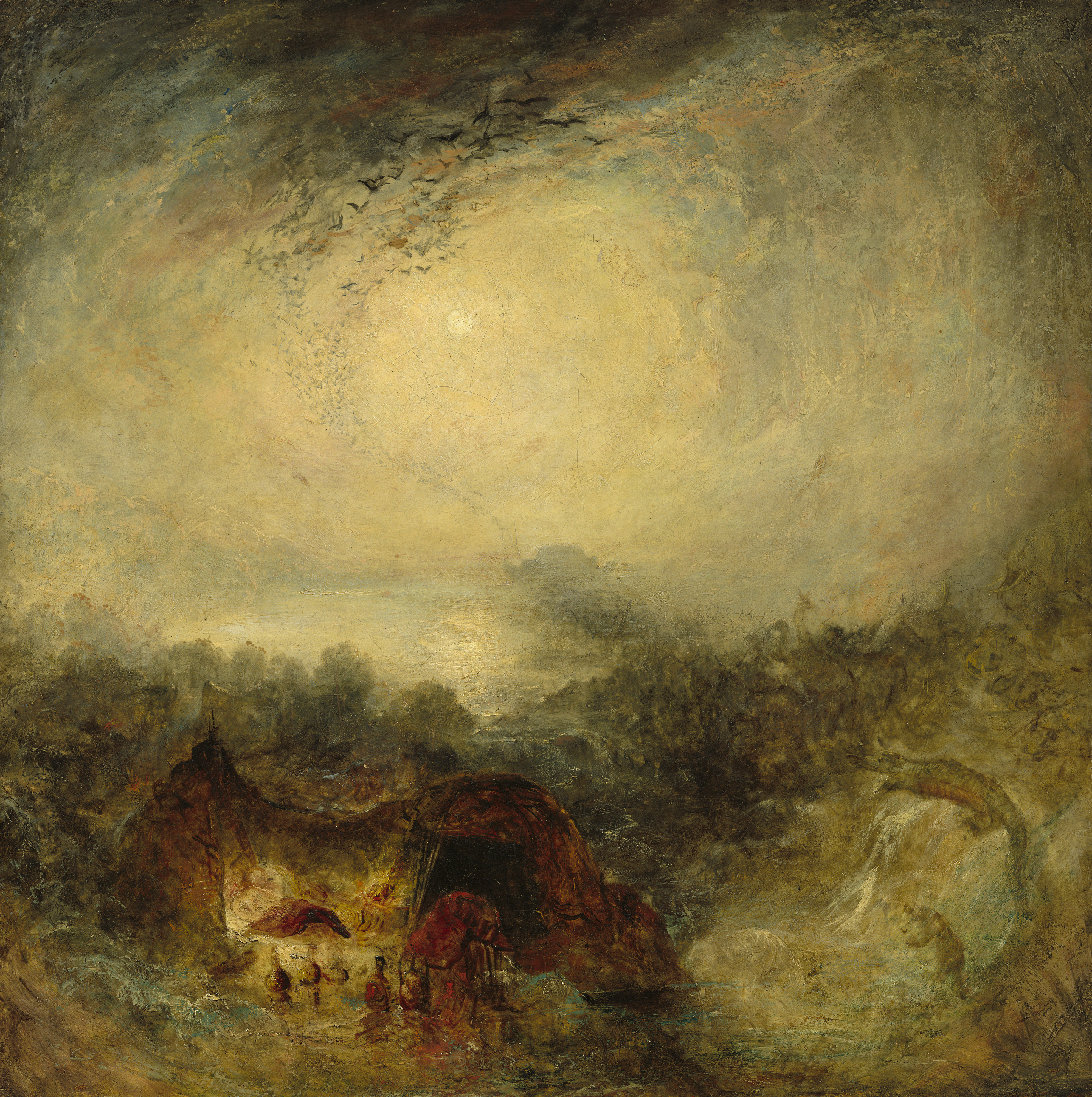
مساء الطوفان بريشة تيرنر حوالي 1843، المعرض الوطني للفنون (واشنطن).

كان تيرنر رسامًا مشهورًا للمناظر الطبيعية في القرن التاسع عشر ولد في لندن عام 1775 ، وكان يحظى بتقدير كبير لابتكاره الأسلوبي. كان تدريبه في الفنون مكثفًا. بدأ الدراسة في الأكاديمية الملكية في سن الرابعة عشرة، واكتسب خبرة إضافية في الرسومات الطبوغرافية والألوان المائية تحت إشراف الدكتور توماس مونرو، وهو طبيب وعالم أجنبي، مما طور اهتمامه بالمناظر الطبيعية والتطبيق المميز للألوان.
بسبب معتقداته الليبرالية واهتمامه بالأحداث الجارية، أطلع تيرنر بشكل مباشر لحملات ومنشورات المجتمعات المناهضة للعبودية في عصره، مثل جمعية التخفيف والإلغاء التدريجي للعبودية في جميع أنحاء السيطرة البريطانية (1823-1838) والجمعية البريطانية والأجنبية المناهضة للعبودية (تأسست عام 1839)، والتي شكلت حتمًا معتقداته المناهضة للعبودية. بصفته مؤيدًا لإلغاء الرق، كان تيرنر متحمسًا للمساهمة في حملات مقاومة العبودية في المناطق الدولية، مثل الولايات المتحدة. روقعت أول علامة موثقة على مساهمة تيرنر الفنية في حركة مناهضة العبودية في عام 1828 عندما خصص نقش لوحته «الطوفان» إلى أحد أبرز مؤيدي إلغاء العبودية، جون جوشوا بروبي (كان قاضيًا ودبلوماسيًا وسياسيًا وشاعرًا بريطانيًا.). بعد اثني عشر عامًا، بعد أن علم بحادثة تسونغ من خلال قراءة كتاب «تاريخ وإلغاء تجارة الرقيق» بواسطة توماس كلاركسون، بالإضافة إلى تمرد أميستاد وقضية المحكمة اللاحقة في الولايات المتحدة والتي كانت أخبارًا دولية، أستلهم تيرنر من تصور هذه الأحداث المروعة لتخليدها في لوحته «سفينة العبيد». 

### معرضالأكاديمية الملكية للفنون
في عام 1840 ، عُقدت اتفاقيتان دوليتان مهمتان لمكافحة الرق في لندن: «الجمعية العامة لمكافحة الرق» و «جمعية انقراض تجارة الرقيق وحضارة إفريقيا».  معرض تيرنر لسفينة العبيد في وتزامنت الأكاديمية الملكية للفنون مع هذه الاتفاقيات. كان القصد من هذا العرض العلني لحدث مروع لتذكير المشاهدين بماضي بريطانيا قد إثارة رد فعل عاطفي على تجارة الرقيق غير الإنسانية التي كانت لا تزال تحدث في ذلك الوقت في أجزاء أخرى من العالم. بالنظر إلى سياق معرضها الأولي، من المحتمل أن تكون اللوحة قد فُسرت على أنها دعوة سياسية للعمل. 

عندما عرض تيرنر هذه أللوحة في الأكاديمية الملكية للفنون في عام 1840 ، قام بإقرانها بالمقتطف التالي من قصيدته غير المكتملة وغير المنشورة بعنوان "مغالطات الأمل" (1812): 
"ارفعوا جميع الأيدي، اضربوا الصواري العلوية وأوقفوا؛
يون الغاضب جالس عند غروب الشمس والغيوم المجَلجَلةَ
أعلن مجيء التايفون.
قبل أن يكتسح الطوابق الخاصة بك، قم برميهم في البحر
الموتى والمحتضرون - لم يلتفتوا إلى قيودهم
أمل، أمل، أمل خاطئ!

أين سوقك الآن؟ "

## الوصف

### موضوع أللوحة
الانطباع الأول الذي تخلقه اللوحة هو غروب الشمس الهائل باللون الأحمر الغامق فوق بحر عاصف، وهو مؤشر على اقتراب إعصار. يُشار إلى هذا الإعصار المشؤوم أيضًا من خلال اقتراب السحابة العاصفة المميتة، تتسلل إلى الفضاء المرئي من اليسار، بألوانها الغنية الممتدة نحو سماء غير ملوثة. عند الفحص الدقيق، يمكن للمرء أن يميز سفينة تبحر في المسافة. يمكن التعرف على هذه السفينة على أنها نوع من السفن السريعة التي يستخدمها تجار الرقيق للهروب من دوريات البحرية، وتتميز «بخطوطها المنخفضة وقوسها المجزأ.» السماء واللون النحاسي المرير للمياه، والذي يعمل على طمس الخطوط بين الأشياء المختلفة في اللوحة. تم لف أشرعة السفينة، وكشفت أنها تستعد للإعصار. 
في الزاوية اليمنى من المقدمة، تبرز ساق واحدة ذات بشرة داكنة من الماء ومغللة بسلسلة حديدية مثبتة حول كاحلها. يمكن افتراض أن الشكل أنثى عارية، حيث يمكن العثور على رسم توضيحي خافت للثدي العاري في أسفل الصورة أسفل الساق. سرب فوضوى من طيور النورس والأسماك يحيط بالساق وكأنهم يأكلون المرأة. تظهر سمكة واحدة على وجه الخصوص وهي تقترب من المرأة وفمها مفتوح على مصراعيه. ويزداد هذا العنف من خلال ظهور بقع حمراء حول رأس السمكة تشير إلى وجود دماء. تظهر أطراف مظلمة أصغر في البحار العاصفة على اليسار، محاطة بسلاسل فضفاضة، في إشارة إلى العديد من العبيد الآخرين الذين تم إلقاؤهم من السفينة وتركوا ليغرقوا. يمكن ملاحظة ذيول الأسماك التي تسبح في الماء حول العبيد الغارقين، مما يزيد من اضطراب المشهد. 

### الأسلوب فني
تمشيا مع تركيز تيرنر على اللون في العديد من أعماله الأخرى، ينصب التركيز المركزي للوحة على تفاعلات الألوان المختلفة. تظهر القليل من حدود الفرشاة المحددة في اللوحة، وتصبح الكائنات والألوان والأشكال غير واضحة. يتم تعريف الكائنات بالألوان بدلاً من الخطوط المميزة، وبعض الأشياء، مثل أجسام العبيد والعاصفة القادمة، ليس لها حدود حقيقية على الإطلاق، حيث يتم تحديدها فقط من خلال التباين مع الأصباغ المحيطة بها. ومن أبرز الألوان أحمر غروب الشمس الذي يتوغل في الماء والسفينة، وكستنائي أجساد وأيادي العبيد.  هذا النهج هو سمة من سمات أسلوب تيرنر الرسومي، حيث يبالغ عادة في الألوان ويغفل التفاصيل لجعل الأشكال أكثر مرونة وإثارة، مما يثير استجابة عاطفية من المشاهد. في ذروة حياته المهنية، قلل أسلوب تيرنر من عناصر المناظر الطبيعية والتفاصيل المجردة من خلال جعل الأشكال والألوان غير الواضحة.

## التحليل والتفسير

### التحليل
كان تركيز تيرنر على اللون بدلاً من التصميم نموذجيًا للعديد من الأعمال الرومانسية في ذلك الوقت. تعمل الأشكال غير الواضحة وانتشار اللون الأحمر الدموي لغروب الشمس على توضيح فكرة أن الطبيعة أفضل من الإنسان. تصبح نوايا تيرنر أكثر وضوحًا عندما يتم النظر في الرسم فيما يتعلق بظروف حادثة تسونغ الفعلية، والتي لم تحدث أثناء العاصفة، ولكنها حدثت في المياه الهادئة. شمل تيرنر الإعصار الوشيك وغروب الشمس للتعليق على الأعمال الوحشية لتجارة الرقيق. الألوان الأخرى في اللوحة، مثل اللون الأزرق البارد للمحيط والامواج السوداء للمياه، تجلب الحياة لحركة المحيط وتعطي المشاهد إحساسًا بالطبيعة الكارثية للمشهد. إن الخيار التركيبي لتصوير العبيد المتروكين على الهوامش، المصغرين في الحجم، وسفينة العبيد في الخلفية البعيدة، المخفية جزئيًا بالجو الضبابي، لصالح العمل اللوني الفاتن لغروب الشمس وتحريك المحيط، يخدم أيضًا لتقليل التركيز على الإنسانية ونقلها إلى القوة الساحقة للطبيعة. 

### السمو
من خلال التركيز على الطبيعة بدلاً من الأشكال أو الأشياء، يستحضر تيرنر مفهوم «السامي» الذي طوره إدموند بيرك. إن فكرة السمو هي عن العجز المطلق وإرهاب البشرية في مواجهة الطبيعة؛ من خلال تضخيم قوة الأمواج والشمس، يستخدم تيرنر أللوحة لتلخيص تعريف بيرك للمصطلح. يضيف قرار تيرنر لرسم العمل بسلسلة من ضربات الفرشاة السريعة والمجنونة بدلاً من الخطوط المحددة بعناية إلى كثافة اللوحة، مما يجعل المشاهد يشعر بمزيد من الإرهاق.  هذا التصوير التجريدي للمناظر الطبيعية يضفي الطابع الدرامي على القوة المطلقة للطبيعة، ويلتقط انتباه المشاهد ويقلل من التفاصيل التعريفية لمذبحة زونغ. تستحضر الألوان الديناميكية والحيوية للعاصفة التي تتحرك عبر سماء غير واضحة ومشرقة سلطة الطبيعة ووكالتها. تيارات البحر غير المنتظمة والقطرية والمتداخلة التي تمتزج بشكل غير واضح مع درجات اللون الأحمر الداكن في الأفق تخلق تأثيرًا مشوشًا. هذا يجعل المشاهد يشعر كما لو أنه يتم وضعه مباشرة في إنتروبيا البحر المفتوح القوية وغير المستقرة. على الرغم من أن حجم اللوحة صغير نسبيًا مقارنةً بالعديد من لوحات المناظر الطبيعية الرومانسية، إلا أنها لا تزال تأسر المشاهد بطريقة أكثر قوة.
يُظهر تيرنر أيضًا عناصر سامية من خلال حركات الإرهاب والعنف للعبيد الذين يغرقون في مقدمة أللوحة. يعزز هذا الرعب درجات اللون الأحمر التي تحيط بالأطراف المتساقطة والمخلوقات البحرية الشريرة التي تفترس الضحايا الذين يعانون. تساهم الأشياء المتناثرة والأجساد المشوهة التي تطفو حول الأمواج العنيفة في الفوضى المرئية للمشهد ككل. 

### التفسير
أثارت هذه التأثيرات السامية جنبًا إلى جنب مع موضوع أللوحة تفسيرات مختلفة. وفقًا لأحد التفسيرات، فإن الإعصار القادم هو رمز لإعاقة الانتقام الإلهي على فساد تجارة الرقيق. يتم دعم هذا الشعور بصريًا في أللوحة من خلال الإعصار القادم الهائل، الذي طغى على سفينة العبيد البعيدة. هذا التفسير مدعوم من الشعر الذي ألغي العبودية في تلك الفترة، والذي يتضمن التدخل الإلهي كطريقة شائعة للتعليق على العذاب الحتمي لتجارة الرقيق. في قصيدة توماس داي، "العبد المحتضر"، هي مثال تمثيلي للنبرة المشتركة التي شاركتها هذه القصائد في ذلك الوقت، والتي أثرت على الأرجح على رؤية تيرنر التفسيرية لحادثة تسونغ: 
"الحمد لله العادل! - الانتقام سيصبح لي بعد؛
وميض يون البراق أعطى العلامة المخيفة،
أرى نيران الغضب السماوي تقذف
أسمع رعودك تهز عالم مذنب
لقد حان الوقت ساعة الأقدار اقتربت،
عندما يخترق دم البريء السماء
لأفريقيا تنتصر - غضبه الانتقامي
لا يمكن للدموع أن تلين، ولا تخفّف من الدم.
يحرك الأمواج المرتعشة ومن الصدمة
أساطيلهم تتحطم على الصخور.
يلوح بالسهام الملتهبة، ويمتد على سهولهم

في صمت حزين يسود الخراب ".
يؤكد تفسير آخر أن سفينة الرقيق التي تخلصت من العبيد ليست هي التي تم تصويرها من بعيد، ولكن المشاهد يقف على متن سفينة العبيد. العنوان الأصلي للوحة، هو "النساقون يرمون الموتى والمحتضرين - إعصار قادم"، والابيات الشعرية التي تم إقرانها بها هي مؤشرات تخبرنا عن الأحداث التي أدت إلى المشهد المصور في العمل. وبناءً على ذلك، فإن سياق المشهد يتضمن وصول إعصار، مما يستفز قباطنة زونغ "لإلقاء الموتى والمحتضرين - كما يقول بالقصيدة (لا يلتفتوا إلى قيودهم)"، كما هو موصوف في القصيدة. ومع ذلك، فإن التصوير الفعلي للمشهد الذي أعقب ذلك يوفر "عدم يقين وجودي"، حيث أن التفاصيل المرئية غير متسقة مع التسلسل المفترض للأحداث. على سبيل المثال، يقع العبيد الغارقون في مقدمة المشهد، بينما تبتعد سفينة العبيد المصورة في المسافة البعيدة. إذا كان من المفترض أن تمثل هذه الصورة المشهد الذي يتبع مباشرة القبطان الذي رمى بالموتى والمحتضرين، وهو ما يدعمه العنوان والقصيدة والسلاسل المعدنية التي يمكن ملاحظتها والتي لا تزال جالسة فوق سطح الماء، فلن يكون هذا الوضع المكاني ممكنًا.  لذلك، سيكون من المنطقي أن يكون المشاهد على متن سفينة العبيد.
بالإضافة إلى ذلك، جادل بعض المشاهدين بأن أللوحة تمثل في الواقع رد فعل تيرنر على الثورة الصناعية. قد يُنظر إلى اللوحة على أنها حكاية رمزية ضد استغلال العبيد والعمل البشري الآخرين لصالح الآلات والتقدم الاقتصادي، المتمثل في العاصفة القادمة التي تجتاح القبطان قاسي القلب. ومع ذلك، يمكن أيضًا اعتبار العاصفة تمثيلًا لهيمنة الطبيعة على الإنسان والعقم المطلق في محاولة تصنيع المجتمع وتطويره.

## الاستقبال والنقد
عندما عُرضت «سفينة العبيد» لأول مرة في الأكاديمية الملكية للفنون في عام 1840 ، جذبت انتباه النقاد الذين استاءوا من الموضوع المروع والأسلوب التجريدي. على سبيل المثال، هناك مراجعة شهيرة قام بها ويليام ميكبيس ثاكيراي تطرح السؤال الخطابي، «هل اللوحة راقية أم سخيفة؟ في الحقيقة أنا لا أعرف أيهما». وآخرون علقوا على استخدام تيرنر للون والتركيز على تدمير الطبيعة.

بعد أن أهدى والده اللوحة جون روسكين في عام 1844 ، كتب مقالًا نُشر في صحيفة «الرسامين المعاصرين» يوضح فيه تقديره للعمل. اشتهر نص المقالة وأثر على فهم الجمهور للوحة. تضع كتاباته المشاهد أمام اللوحة مباشرة، مما يطور استجابة عاطفية للعمل. يتضح تقدير روسكين للوحة وهو يكتب، «إذا تم تخييري من أجل تخليد تيرنر بعمل واحد، يجب أن أختار هذا». مع ذلك، كان لروسكين منتقدوه؛ أبرزها مارك توين. في كتابه «متشرد بالخارج»، المجلد 1، الفصل الرابع والعشرون، يقول: 
«كما تكون قطعة القماش الحمراء للثور، كانت» سفينة العبيد«لتيرنر بالنسبة لي، قبل أن أدرس الفن. تلقى السيد روسكين تعليمه في الفن لدرجة أن هذه اللوحة تلقي به في جنون نشوة المتعة كما ألقة بي في حالة من الغضب، في العام الماضي، عندما كنت جاهلاً. لقد مكنته زراعته - وأنا الآن - من رؤية الماء في ذلك الوحل الأصفر الساطع، والآثار الطبيعية في تلك الانفجارات الرهيبة من الدخان المختلط واللهب والقرمزي أمجاد غروب الشمس؛ إنها تصالحه - وأنا الآن - مع تعويم سلاسل الأغلال الحديدية والأشياء الأخرى التي لا تطفو؛ إنها تصالحنا مع الأسماك التي تسبح فوق الوحل - أعني الماء. معظم أللوحة عبارة عن الاستحالة الواضحة - أي كذبة؛ فقط الزراعة الجامدة يمكن أن تمكن الإنسان من العثور على الحقيقة في الكذب».
باع روسكين اللوحة في النهاية في عام 1872 لعرضها في متحف متروبوليتان للفنون في نيويورك، حيث أثارت اهتمام الجمهور بعد نشر روسكين، وأصبحت تحظى بتقدير كبير لتأثيرها. ومع ذلك، ونتيجة لهذا الاهتمام بجماليات القطعة فقط على الموضوع، فإن رد الفعل هذا ولّد رد فعل عنيفًا بين النقاد. على حد تعبير أحد النقاد في صحيفة نيويورك تايمز، «إنها الرؤية العظيمة للفنانين عن مالك عبيد في خطر في البحر هو ما يبحث عنه مشاهد الفن العادي. لا يجد سوى معجزة من الضوء واللون.» 
بعد طرح أللوحة في مزاد عام 1876 ، اشترتها جامعة الفنون «أليس هوبر» وعرضتها في متحف الفنون الجميلة في بوسطن، حيث يتم عرضها ألى اليوم. عُرضت اللوحة بشكل مستقل في المعرض الرئيسي بالمتحف ورفقتها منشورات لمقال روسكين الشهير ووصف منظم من المتحف يربط السمات المرئية للقطعة بتاريخ تجارة الرقيق والسياق المتعلق بإلغاء العبودية الذي يقوم عليه.  عندما اكتسب المشاهدون فهمًا أكبر للموضوعات التاريخية والأخلاقية وراء لوحة تيرنر، بدأ الجمهور في التفكير فيما إذا كان العلاج الجمالي للموضوع مناسبًا أم لا.

## معضلة أخلاقية
كما يتضح من الاستجابة العامة للقطعة عند عرضها في متحف المتروبوليتان للفنون، فإن جمالية المناظر الطبيعية وتهميش تفاصيل تحديد مجزرة زونغ قد تدفع المشاهدين إلى التغاضي عن مرجعها التاريخي تمامًا. عالج العديد من النقاد منذ ذلك الحين هذه المعضلة، وناقشوا ما إذا كانت التأثيرات الجمالية لسفينة الرقيق تتداخل مع الموضوع أو تزيده بشكل مناسب. أولئك الذين يعتقدون أن أسلوب القطعة يعزز رسالتها يجادلون بأن السمات السامية للمحيط المهيمن والإعصار القادم يعلقان على أهوال تجارة الرقيق. ووفقًا لهذا الرأي ، فإن تكوين الأشكال في المقدمة يجبر المشاهد على مواجهة العبيد الغارقين. كما يوضح الناقد الفني والبروفيسور جورج لاندو ، «قرب العبيد المحتضرين من المتفرج» يحرض«على الاعتراف بأن الطبيعة التي ستعاقب السفينة بشكل عادل هي نفس الطبيعة التي تلتهم بالفعل أبرياء السفينة ظلماً.» يمكن أيضًا تفسير التأثيرات الجوية على أنها تزيد من هاجس زوال سفينة الرقيق ، وبالتالي نهاية تجارة الرقيق تمامًا.
من ناحية أخرى ، يرى بعض النقاد أن الجوانب الجمالية للمشهد تهيمن على انتباه المشاهد ، وأن العمل يخصص الحدث المأساوي للمتعة الفنية. يشرح أحد النقاد ، توبياس دورينغ ، «لقد تغيرت أهوال تجارة الرقيق كأشياء جمالية تم إنتاجها لوفد المتفرجين وتثبت التواطؤ الخفي بين الإرهاب والمتلقي.»  مع هذا الموقف ، فإن الادعاء بأن العبيد المحتضرين يتم تجاهله تمامًا من أجل «تجميل رعب العبودية في لحظة سمو». وتذهب إلى أبعد من ذلك في حجتها ، مشيرة إلى أن طبيعة تسويق الفن الذي يصور ضحايا العبيد يتوافق مع الفعل الفعلي لتجارة العبيد. من هذا المنظور ، فإن جمالية المشهد مرادفة للاستفادة من العبودية.

## الرسام

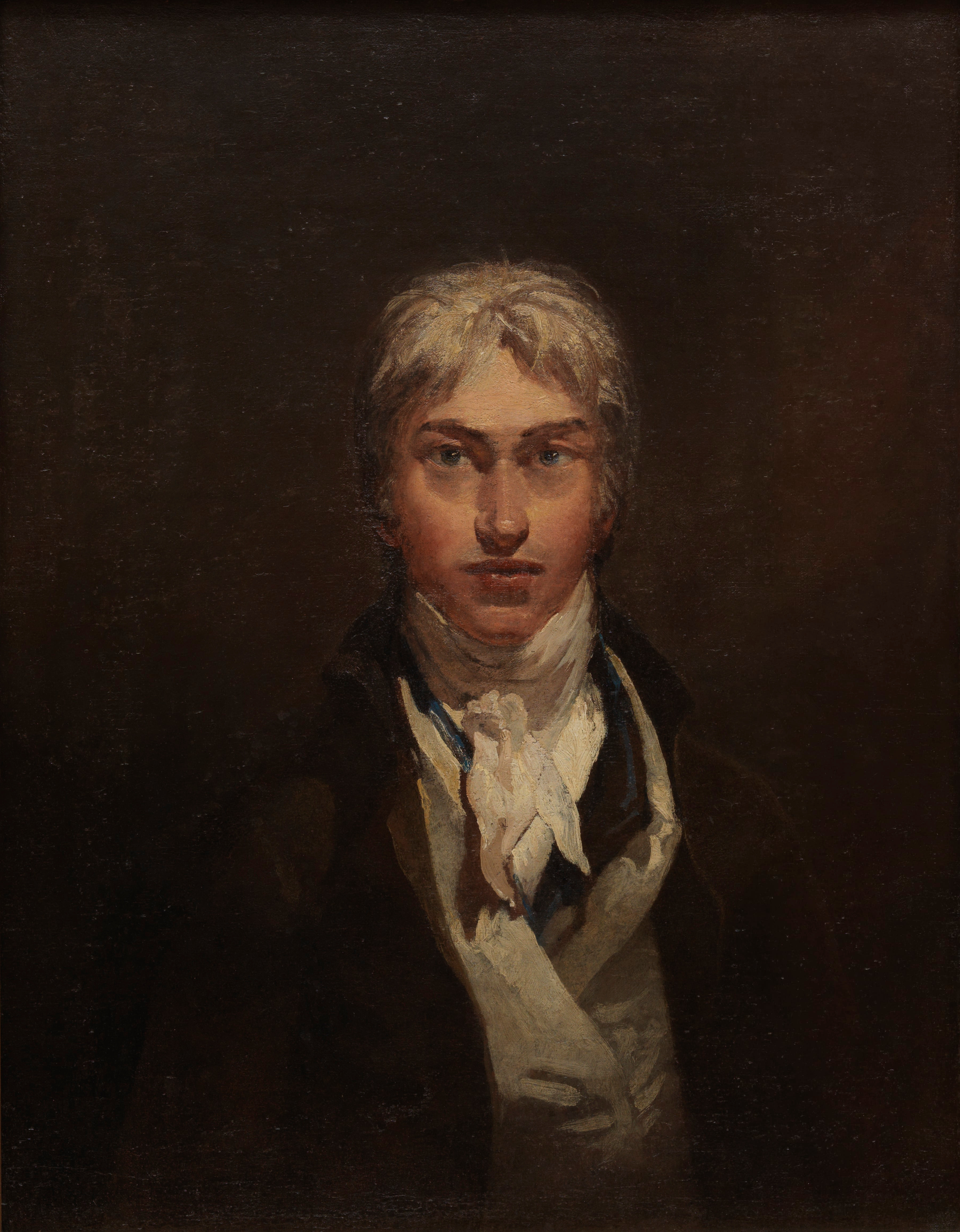
ويليام تيرنر

جوزيف مالورد ويليام تيرنر تم عمادته في 14 مايو 1775، توفي في 19 ديسمبر 1851،  هو فنان رومانسي إنكليزي اشتهر برسوماته حول الطبيعية ومائياته والطبعات الفنية. وكان تيرنر مثيرا للجدل في حياته إلا أنه الآن يعدّ الفنان الذي سما بالرسم الطبيعي إلى مستويات تناطح مكانة الرسم التاريخي. اشتهر برسوماته الزيتية كما يعدّ من كبار رسامي المائيات البريطانيين. واشتهر بلقب «رسام الضوء». تعدّ أعماله مقدمة رومانسية للفن الإنطباعي. كما وسمت بعض رسوماته بخانة الفنون التجريدية قبل بزوخها في بدايات القرن العشرين.